# Когай, Валерий Фёдорович
Валерий Фёдорович Когай (29 октября 1937, Ленинград — 25 сентября 1979) — Советский режиссёр документального кино. Лауреат Государственной премии РСФСР имени братьев Васильевых (1979). Член КПСС с 1977 года.

## Биография
В 1970 г. окончил ВГИК. В кино с 1959 г. Работал на киностудии «Леннаучфильм». Поставил научно популярные и документальные фильмы: «Имя им — солдаты» (1970), «Воспоминания о мужестве» (1972), «История одного изобретения» (1973), «Попутного ветра, капитаны» (1974), «Дорогами НТР» (1976), «Путешествие в страну чудаков» (1977), «Ты — это я, или я — это ты?» (1978) и др.
За фильм «Дорогами НТР» награждён Государственной премией РСФСР имени братьев Васильевых — ежегодная государственная премия, учреждённая Советом Министров РСФСР в 1965 году.
Валерий Фёдорович Когай скончался от сердечного приступа 25 сентября 1979 во время съёмок фильма «Сказание о Поле Куликовом», планировавшимся к выходу на экран в 1980 году, к 600-летней дате со дня Куликовского Сражения. Режиссёру был 41 год, фильм после его смерти так и не был поставлен.

## Фильмография
- Имя им — солдаты (1970), режиссёр.
- Воспоминания о мужестве (1972), режиссёр[2].
- История одного изобретения (1973), режиссёр.
- Попутного ветра, капитаны! (1974), режиссёр[4].
- Битва за Ленинград 1941-1944 (1974), режиссёр, сценарист[5].
- Этюды завтрашнего дня (1974), сценарист[6].
- Дорогами НТР (1976), режиссёр, сценарист.
- Путешествие в страну чудаков (1977), режиссёр[7].
- Я — это ты, или ты — это я? (1978), режиссёр[8].
- Киножурнал «Наука и техника», выпуски № 5, 13, 14, 15, 20, 21 (1978-1982), режиссёр, сценарист[9].

## Награды
- Приз Всесоюзного кинофестиваля (1975) за фильм «Попутного ветра, капитаны!» (1974).
- Главный приз Всесоюзного кинофестиваля (1978) за фильм «Путешествие в страну чудаков» (1977).
- Государственная премия РСФСР имени братьев Васильевых (1979) за фильм «Дорогами НТР» (1976)[3].